# Perenibranqueado
Perenibranqueado, em zoologia, é a condição de um organismo que retém ramos, ou guelras, ao longo da vida. Essa condição é geralmente referida em certos anfíbios, como o cachorrinho-da-lama. O termo se opõe a caducibranquiar. Em alguns casos, apenas uma pequena proporção de uma dada população de anfíbios é perenibranqueada, mas em outros casos, uma preponderância de indivíduos tem uma retenção branquial adulta. Por exemplo, no caso do Newt de pele áspera nas populações da Cordilheira das Cascatas, aproximadamente noventa por cento da população adulta é perenibranqueada.